# Tembalang (Tembalang)
Tembalang is een bestuurslaag in het regentschap Semarang van de provincie Midden-Java, Indonesië. Tembalang telt 10.208 inwoners (volkstelling 2010).